# Safran Power Units
Safran Power Units, anciennement Microturbo est une société française basée à Toulouse, filiale de Safran Helicopter Engines, spécialisée dans la conception et la production de systèmes de puissance non propulsive (groupe auxiliaire de puissance, systèmes de démarrage) et propulsive (turboréacteurs) de haute technologie. Les solutions proposées, de haute technicité, intègrent une large gamme de turbines à gaz de petite puissance ainsi que les innovations issues d’un important investissement en R&D. Microturbo est un leader mondial dans son domaine avec plus de 13 000 systèmes livrés dans le monde.

## Historique

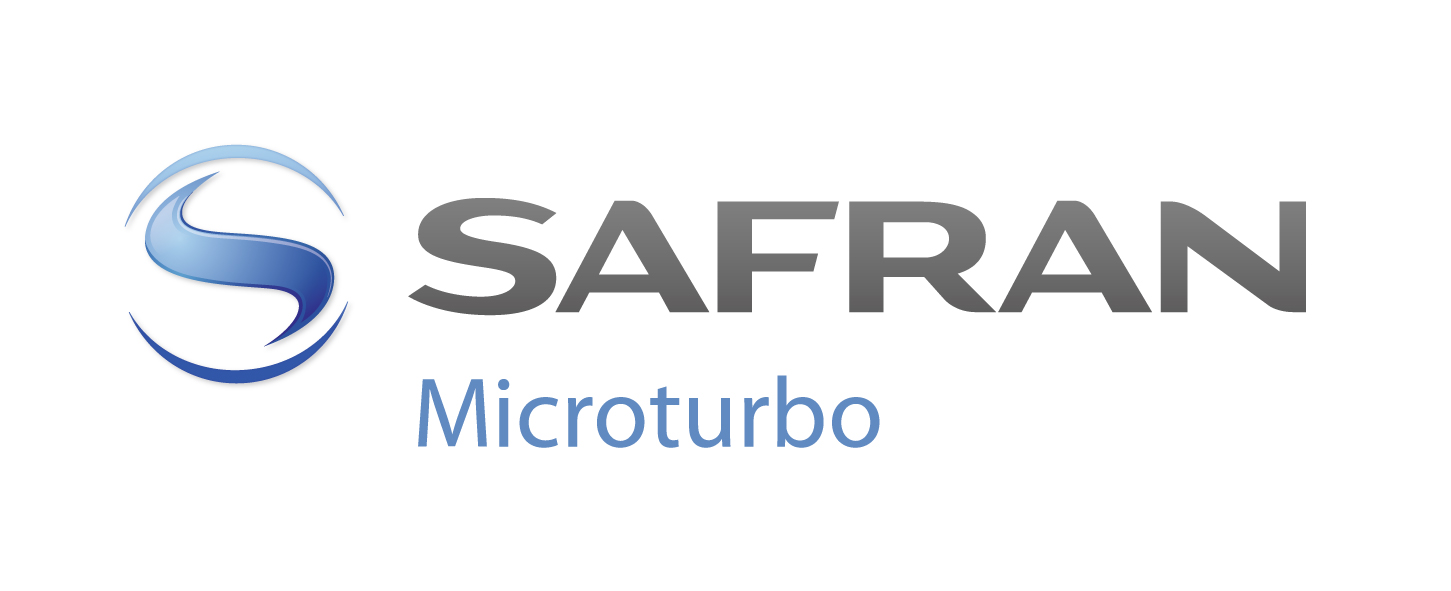
Logo de 2010 à 2016.

James Gaston Bayard créé l'entreprise Microturbo en 1961 avec les démarreurs Noëlle pour les réacteurs Snecma Atar du Mirage de Dassault Aviation. Microturbo est acquis par le groupe Labinal en 1981. Après l'acquisition par le groupe Snecma, Microturbo devient une filiale de Turbomeca en 2000. Cinq ans plus tard, le groupe Safran est créé et provient de la fusion des groupes Snecma et Sagem. En 2016, toutes les sociétés du groupe prennent le nom Safran, et Microturbo est renommé Safran Power Units.

## Activités

### Systèmes non propulsifs

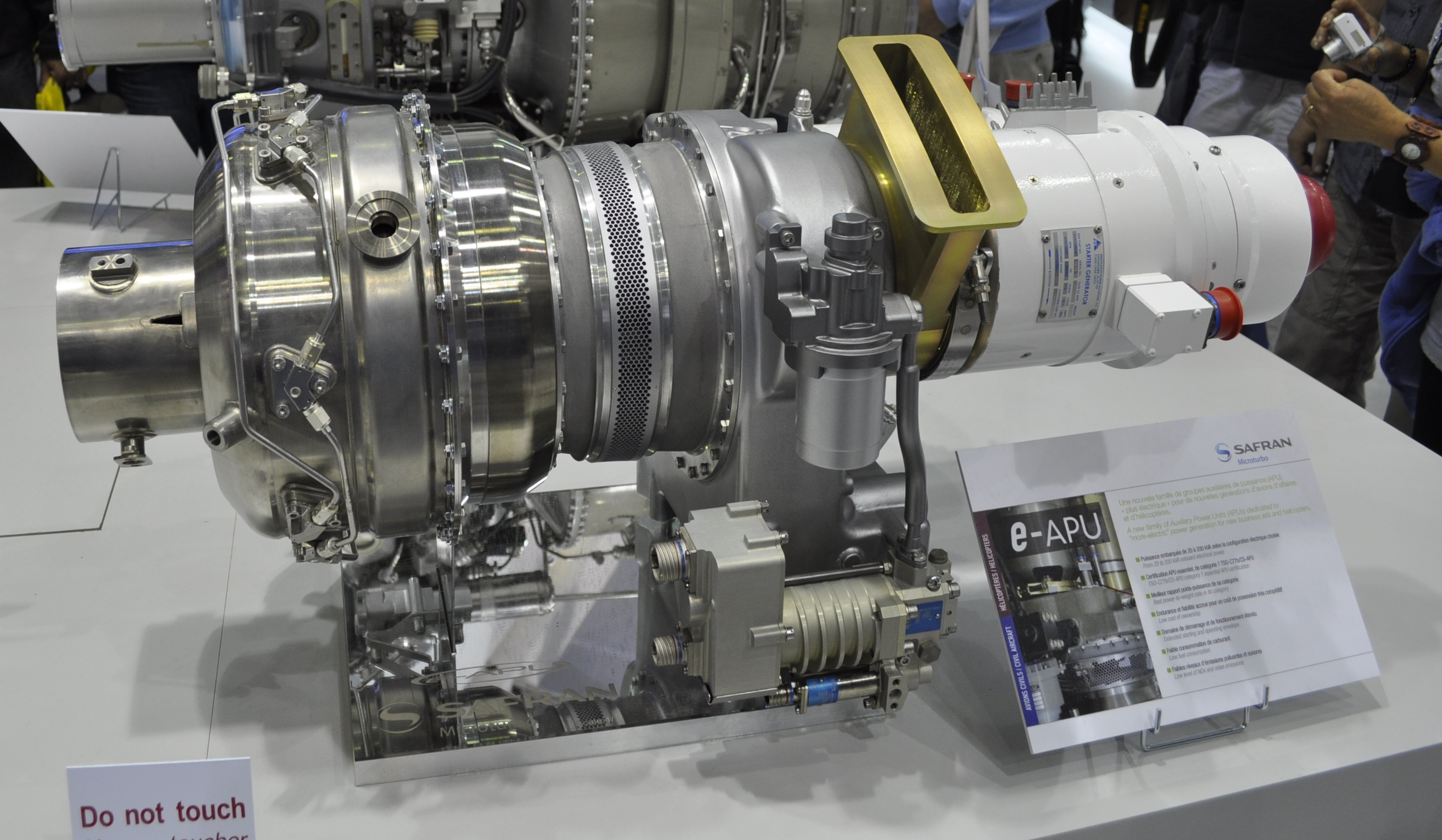
Groupe auxiliaire de puissance e-APU

Safran Power Units développe des groupes auxiliaires de puissance ainsi que des systèmes de démarrage. Les groupes auxiliaires de puissance sont installés sur différents types de porteurs, civils ou militaires, sur terre, air ou mer. Ils fournissent une énergie électrique, pneumatique ou mécanique suivant les besoins spécifiques de chaque application. Safran Power Units équipe notamment le Rafale et le Falcon 5X de Dassault Aviation, le M-346 d’Alenia Aermacchi, le Hawk de BAE Systems, le NH90, l’EC725 , les Global 7000 et 8000 de Bombardier, l’AW189 d’AgustaWestland…
Safran Power Units développe des systèmes de démarrage et de vannes associées suivant un mode mécanique ou pneumatique. Les systèmes de démarrage équipent notamment les moteurs TP400 de l’A400M d’Airbus Defence and Space et du SaM146 du SuperJet 100 de Sukhoï.

### Systèmes propulsifs
Safran Power Units est leader européen des turboréacteurs de petite puissance d’une poussée de 25 à 700 daN, destinés à des applications militaires uniquement : missiles, engins-cibles et drones. Les turboréacteurs propulsent notamment le missile de croisière naval (TR 50), le SCALP-EG (TRI 60) et le missile anti-navire Exocet Block 3 de MBDA (TRI 40) ainsi que les cibles BQM167 de CEi (TRI 60), fournisseur de l’US Army et de l’US Navy.

## Implantations
| Sociétés                                      | Activité                                                                                                 |
| --------------------------------------------- | --- |
| Microturbo SAS - Toulouse (France)            | Siège social, recherche et développement, fabrication série et MRO (Maintenance, Repair, and Operations) |
| Microturbo Inc - Dallas (États-Unis)          | Montage, essais, MRO                                                                                     |
| Turbomeca UK - Fareham (Royaume-Uni)          | Fabrication série, MRO                                                                                   |
| Turbomeca Do Brasil - Rio de Janeiro (Brésil) | Montage, essais, MRO                                                                                     |
| Turbomeca Australasia - Sydney (Australie)    | Montage, essais, MRO                                                                                     |

## Partenariats
Safran Power Units travaille en partenariat avec Pratt & Whitney AeroPower pour le développement de groupes auxiliaires de puissance destinés au marché de l’aviation d’affaires, notamment pour le Falcon 5X de Dassault aviation et les Global 7000 et 8000 de Bombardier.